# Узлове (Гур'євський міський округ)
Узлове (рос. Узловое) — селище Гур'євського міського округу, Калінінградської області Росії. Входить до складу Храбровського сільського поселення.
Населення —  81 особа (2015 рік). 